# Rhegmoclemina parvula
Rhegmoclemina parvula är en tvåvingeart som beskrevs av Hardy 1957. Rhegmoclemina parvula ingår i släktet Rhegmoclemina och familjen dyngmyggor. Inga underarter finns listade i Catalogue of Life.